# Popoveni, Dolj
Popoveni este o localitate componentă a municipiului Craiova din județul Dolj, Oltenia, România. Se află în zona de sud a municipiului aproape de Aerodromul Balta Verde.
 Acest articol despre o localitate din județul Dolj este deocamdată un ciot. Puteți ajuta Wikipedia prin completarea lui.